# Micromyrtus
Micromyrtus ist eine Pflanzengattung innerhalb der Familie der Myrtengewächse (Myrtaceae). Alle bis zu 44 Arten kommen ursprünglich nur in Australien vor und werden dort „Heath-myrtles“ genannt.

## Beschreibung

### Erscheinungsbild und Blätter
Micromyrtus-Arten wachsen als ausgebreitete bis aufrechte, immergrüne Sträucher, die Wuchshöhen von meist 0,4 bis 1 (0,3 bis 2) Meter erreichen. Sie enthalten ätherische Öle. Die oberirdischen Pflanzenteile sind kahl.
Die gegenständig (oder kreuzgegenständig) an den Zweigen angeordneten Laubblätter sind höchstens kurz gestielt oder sitzend. Die krautigen oder ledrigen, einfachen, relativ kleinen Blattspreiten sind (besonders gut sicht an den Blattunterseite) drüsig punktiert und duften aromatisch. Es sind keine Nebenblätter vorhanden.

### Blütenstände, Blüten und Bestäubung
Die reduzierten Blütenstände enthalten nur meist eine, selten zwei oder drei Blüten höchstens über sehr kurzen Blütenstandsschäften in den Blattachseln im oberen Bereich der Zweige. Jede Blüte steht über einem Paar haltbarer oder schnell vergänglicher Deckblätter.
Die relativ kleinen, zwittrigen Blüten sind meist radiärsymmetrisch und meist fünf-, selten sechszählig mit doppelter Blütenhülle. Der mit dem Fruchtknoten verwachsene Blütenbecher (Hypanthium) ist gerippt oder gekörnt. Die fünf oder selten sechs freien, kleinen Kelchblätter sind häutig oder kronblattartig mit glattem oder gefranstem Rand. Die fünf oder selten sechs freien Kronblätter sind ganzrandig, elliptisch, ei- oder kreisförmig und können genagelt sein. Die Farben der Blütenkronblätter sind gelb oder weiß bis rosafarben. Die Staubblätter sind in der Knospe meist gerade oder selten jeweils wenige nach innen gekrümmt. Meist in einem oder zwei Kreisen sind jeweils fünf oder sechs mehr oder weniger gleiche Staubblätter angeordnet. Die Staubblätter sind alle fertil. Die faden- oder riemenförmigen Staubfäden sind untereinander frei und nicht mit den Kronblättern verwachsen. Die gleich aussehenden Staubbeutel öffnen sich mit longitudinalen Schlitzen und überragen die Kronblätter nicht. Es ist ein Diskus vorhanden. Zwei Fruchtblätter sind zu einem unterständigen, einkammerigen Fruchtknoten verwachsen. In basaler bis seitlicher Plazentation sind zwei oder zehn anatrope Samenanlagen angeordnet. Der Griffel endet in einer einfachen Narbe, die die Blütenhüllblätter nicht überragt.
Die Bestäubung erfolgt durch Insekten (Entomophilie) oder Vögel (Ornithophilie).

### Früchte und Samen
Die trockenen Schließfrüchte sind meist einsamige, selten zwei- bis dreisamige Nussfrüchte. Die ellipsoidal bis nierenförmigen Samen enthalten einen gekrümmten Embryo mit zwei Keimblättern (Kotyledonen) und es ist kein Endosperm vorhanden.

### Chromosomenzahl
Die Chromosomengrundzahl beträgt n=11. Bei einigen Arten liegt Diploidie vor, also 2n=22; es wurde aber auch Tetraploidie festgestellt.

## Verbreitung und Gefährdung
Die Gattung Micromyrtus ist mit bis zu 44 Arten im südlichen, zentralen und nordöstlichen Australien verbreitet. Arten kommen in den australischen Bundesstaaten Western Australia, South Australia, Queensland, New South Wales, Victoria und im Northern Territory sowie Australian Capital Territory vor.
Micromyrtus grandis wird als „Endangered“ = „stark gefährdet“ bewertet. Micromyrtus blakelyi sowie Micromyrtus minutiflora werden als „Vulnerable“ = „gefährdet“ eingestuft.

## Systematik
Die Gattung Micromyrtus wurde 1865 durch George Bentham in G. Bentham &  J. D.Hooker: Genera Plantarum, 1, S. 700 aufgestellt. Lectotypusart ist Micromyrtus drummondii Benth. nom. superfl., dies ist heute ein Synonym von Micromyrtus obovata (Turcz.) J.W.Green. Der Gattungsname Micromyrtus setzt sich aus dem griechischen Wort micro für „klein“ und myrtus, also einer Gattung aus der Familie Myrtaceae, zusammen. Die letzte Teilrevision der Gattung Micromyrtus erfolgte in B. L. Rye: A partial revision of the south-western Australian species of Micromyrtus (Myrtaceae: Chamelaucieae), In: Nuytsia, Volume 16, Issue 1, 2006, S. 121–122.
Die Gattung Micromyrtus gehört zur Tribus Chamelaucieae in der Unterfamilie Myrtoideae innerhalb der Familie der Myrtaceae.

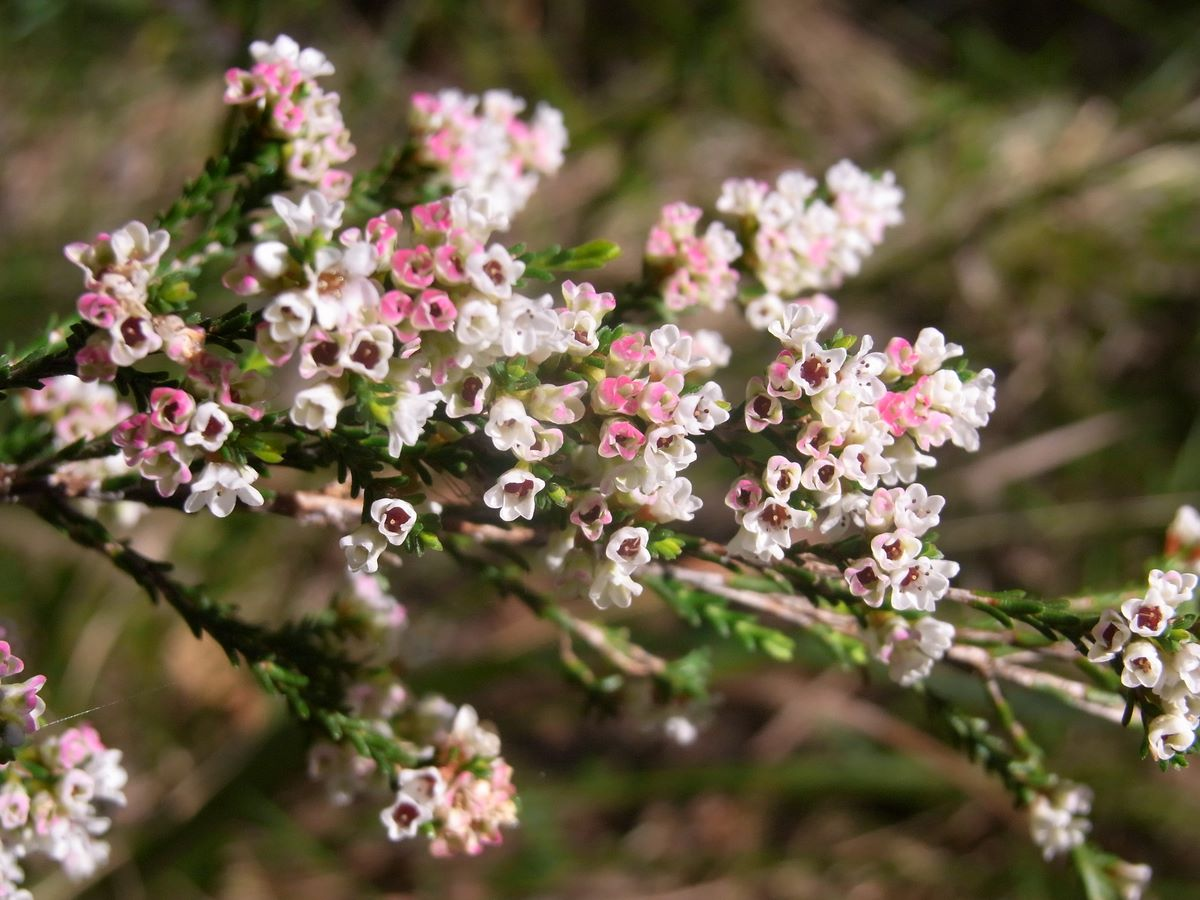
Zweig mit Laubblättern und Blüten von Micromyrtus ciliata

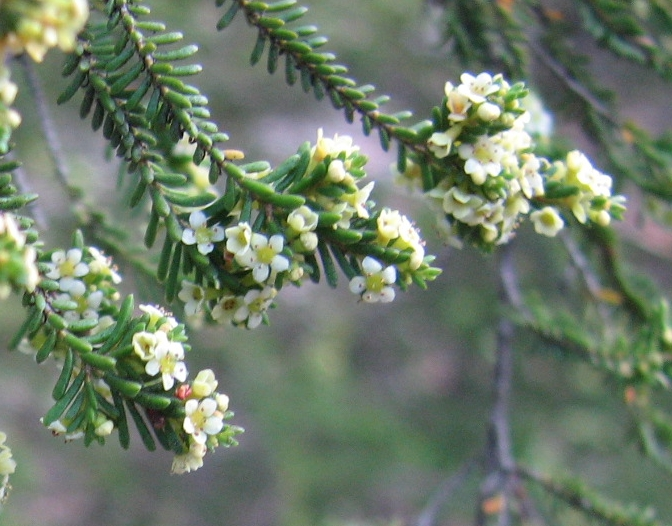
Zweig mit Laubblättern und Blüten von Micromyrtus leptocalyx

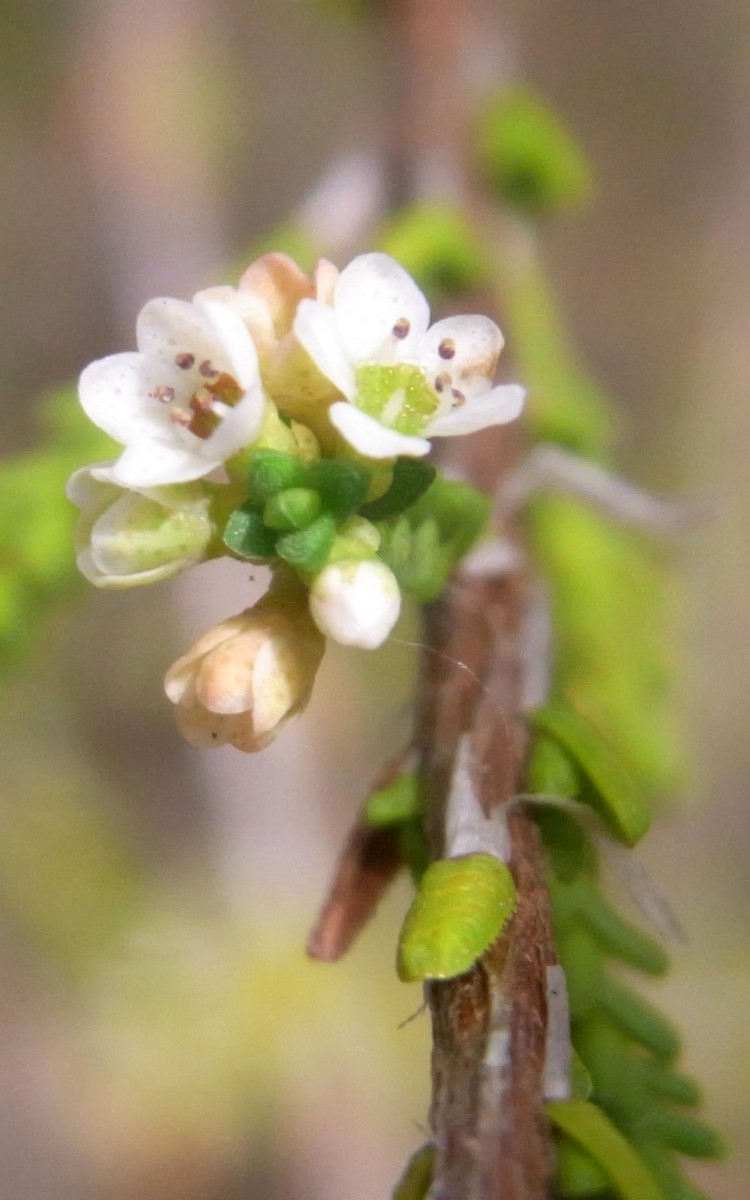
Zweig mit Laubblättern und Blüten von Micromyrtus minutiflora

Es gibt bis zu 44 Micromyrtus-Arten:
- Micromyrtus acuta Rye: Sie kommt nur im australischen Bundesstaat Western Australia vor.[1]
- Micromyrtus albicans A.R.Bean
- Micromyrtus arenicola Rye
- Micromyrtus barbata J.W.Green
- Micromyrtus blakelyi J.W.Green
- Micromyrtus capricornia A.R.Bean
- Micromyrtus carinata A.R.Bean
- Micromyrtus chrysodema Rye
- Micromyrtus ciliata (Sm.) Druce
- Micromyrtus clavata J.W.Green ex Rye
- Micromyrtus collina Rye
- Micromyrtus delicata A.R.Bean
- Micromyrtus elobata (F.Muell.) Benth.: Es gibt zwei Unterarten.
- Micromyrtus erichsenii Hemsl.
- Micromyrtus fimbrisepala J.W.Green
- Micromyrtus flaviflora (F.Muell.) J.M.Black
- Micromyrtus forsteri A.R.Bean
- Micromyrtus gracilis A.R.Bean
- Micromyrtus grandis J.T.Hunter
- Micromyrtus greeniana Rye
- Micromyrtus helmsii (F.Muell. & Tate) J.W.Green
- Micromyrtus hexamera (Maiden & Betche) Maiden & Betche
- Micromyrtus hymenonema (F.Muell.) C.A.Gardner
- Micromyrtus imbricata Benth.
- Micromyrtus leptocalyx (F.Muell.) Benth.
- Micromyrtus littoralis A.R.Bean
- Micromyrtus minutiflora Benth.
- Micromyrtus monotaxis Rye
- Micromyrtus mucronulata Rye
- Micromyrtus navicularis Rye
- Micromyrtus ninghanensis Rye
- Micromyrtus obovata (Turcz.) J.W.Green
- Micromyrtus papillosa J.W.Green ex Rye
- Micromyrtus patula A.R.Bean
- Micromyrtus placoides Rye
- Micromyrtus prochytes Rye
- Micromyrtus racemosa Benth.
- Micromyrtus redita Rye
- Micromyrtus rogeri J.W.Green ex Rye
- Micromyrtus rotundifolia A.R.Bean
- Micromyrtus rubricalyx Rye
- Micromyrtus serrulata J.W.Green
- Micromyrtus sessilis J.W.Green
- Micromyrtus stenocalyx (F.Muell.) J.W.Green
- Micromyrtus striata J.W.Green
- Micromyrtus sulphurea W.Fitzg.
- Micromyrtus triptycha Rye
- Micromyrtus trudgenii Rye
- Micromyrtus uniovula Rye
- Micromyrtus vernicosa A.R.Bean

## Ergänzende Literatur
- J. W. Green: Thryptomene and Micromyrtus (Myrtaceae) in arid and semi-arid Australia. In: Nuytsia, Volume 3, Issue 2, 1980, S. 183–205: PDF.

- Karte mit allen verlinkten Seiten:
- OSM |
- WikiMap